# Коморський франк
Коморський франк — національна валюта Коморських Островів; 1 франк = 100 сантимам.
Міжнародне позначення валюти — KMF
У грошовому обігу перебувають банкноти номіналом у 10 000, 5000, 2500, 2000, 1000 і 500 франків, а також монети номіналом 100, 50, 25, 10 і 5 франків.

## Французький протекторат
Див. також Франк Нджазіджа

## Федеральна Ісламська Республіка Коморських Островів
1 січня 1975 року всі операції попередньої емісійної установи країни — Банку Мадагаскару і Коморських Островів, перейшли до Емісійного інституту Коморських Островів, центральний офіс якого знаходився у Парижі. У 1978 році замість франка КФА введений прирівняний до нього «Коморський франк».
Теперішня емісійна установа — Центральний банк Коморських Островів — розпочав свої операції з 1 липня 1981 року, замінивши Емісійний інститут Коморських Островів.

## Опис

### Банкноти основного обігу зразка 2005-2006 років
В обігу перебувають банкноти номіналом 500, 1000, 2000, 5000 і 10 000 франків випуску 2005-2006 років. Банкноти старого зразка 1976 і 1986 років випуску є платіжним засобом та вилучаються з обігу у міру зносу.
Для захисту справжності банкнот усіх номіналів використовуються водяний знак, що має вигляд перевернутого півмісяця, обрамленого чотирма зірками, і абревіатури «ВСС», захисна нитка з нанесеним на неї повторюваним мікротекстом «ВСС» та голографічна смуга.
| Серія 2005—2006 років | Серія 2005—2006 років | Серія 2005—2006 років | Серія 2005—2006 років | Серія 2005—2006 років | Серія 2005—2006 років                | Серія 2005—2006 років                | Серія 2005—2006 років |
| Зображення            | Зображення            | Номінал (франків)     | Розміри (мм)          | Основні кольори       | Опис                                 | Опис                                 | Рік друку             |
| Аверс                 | Реверс                | Номінал (франків)     | Розміри (мм)          | Основні кольори       | Аверс                                | Реверс                               | Рік друку             |
| --------------------- | --------------------- | --------------------- | --------------------- | --------------------- | ------------------------------------ | ------------------------------------ | --------------------- |
|                       |                       | 500                   | 66 х 120              | помаранчевий, рожевий | Лемур                                | Квіти орхідеї                        | 2006                  |
|                       |                       | 1000                  | 66 х 126              | синій, блакитний      | Латимерія                            | Рибак на катамарані                  | 2005                  |
|                       |                       | 2000                  | 66 х 132              | зелений, помаранчевий | Мечеть, базар                        | Хижі аборигенів                      | 2005                  |
|                       |                       | 5000                  | 72 х 137              | фіолетовий, зелений   | Портрет Саїда Мохамеда Джохара       | Дерево, узбережжя                    | 2006                  |
|                       |                       | 10,000                | 72 х 144              | жовтий, коричневий    | Портрет Аль-Хабіба Омара бен Сумеїта | Ваніль, квіти Іланг-ілангу, черепаха | 2006                  |

### Монети
У результаті інфляції монети фактично вийшли з готівкового обігу, не втративши при цьому статусу законного платіжного засобу і залишившись на грошовому ринку у складі сувенірних наборів.
Коморські монети завжди карбувалися у Паризькому Монетному дворі. Про це свідчить знак достатку м'яти на монетах, розташований ліворуч від дати.
1-, 2-, 5- і 10-франкові монети рідко використовуються через їх низьку вартість. 25- і 100-франкові монети містять слова «Augmentons la production alimentaire» (продукти харчування будуть збільшуватися). 5-франкова монета містить фразу «Conference Mondiale sur les Peches» (Всесвітня конференція з рибальства). Обидві ці фрази є посиланням на програми з питань продовольства і сільського господарства ООН.
Аверс монети номіналом у 5 франків прикрашає зображення одного з живих викопних тварин — стародавньої лопатеперої риби латимерії-целіканта, яка була виявлена у акваторії Коморських островів.

## Галерея

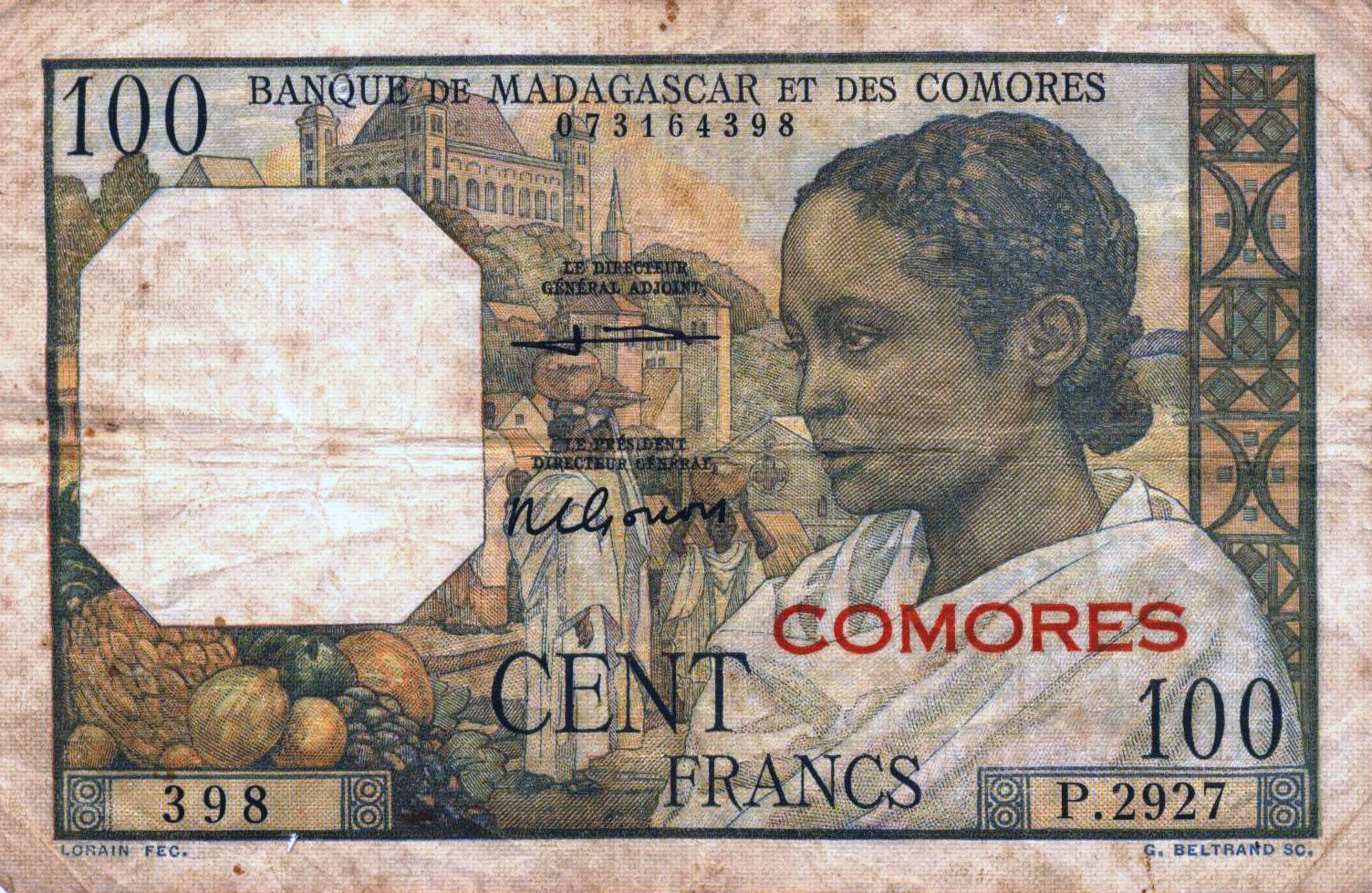